# Psychotria rhombibracteata
Psychotria rhombibracteata là một loài thực vật có hoa trong họ Thiến thảo. Loài này được C.M.Taylor & M.T.Campos miêu tả khoa học đầu tiên năm 1999.